# Campionat del món d'escacs de 1981
El Campionat del món d'escacs de 1981 es va disputar entre el campió regnant Anatoli Kàrpov i Víktor Kortxnoi a Merano, Itàlia, entre l'1 d'octubre i el 19 de novembre de 1981. Kàrpov va guanyar, i va mantenir el títol.

## Torneigs Interzonals de 1979
El 1979 es varen disputar dos Interzonals, un a Riga i l'altre a Rio de Janeiro.
|    |                                        | Rating | 1 | 2 | 3 | 4 | 5 | 6 | 7 | 8 | 9 | 10 | 11 | 12 | 13 | 14 | 15 | 16 | 17 | 18 | Total | Desempat |
| -- | -------------------------------------- | ------ | - | - | - | - | - | - | - | - | - | -- | -- | -- | -- | -- | -- | -- | -- | -- | ----- | -------- |
| 1  | Mikhaïl Tal (Unió Soviètica)           | 2615   | - | 1 | ½ | ½ | 1 | 1 | ½ | 1 | 1 | 1  | 1  | ½  | 1  | ½  | ½  | 1  | 1  | 1  | 14    |          |
| 2  | Lev Polugaievski (Unió Soviètica)      | 2625   | 0 | - | ½ | ½ | 1 | ½ | 1 | 1 | 0 | 1  | ½  | 1  | ½  | ½  | 1  | ½  | 1  | 1  | 11½   |          |
| 3  | András Adorján (Hongria)               | 2525   | ½ | ½ | - | ½ | 0 | 0 | 1 | ½ | 1 | 1  | ½  | ½  | 1  | 1  | ½  | 1  | 1  | ½  | 11    | 85.75    |
| 4  | Zoltán Ribli (Hongria)                 | 2595   | ½ | ½ | ½ | - | 0 | 1 | 0 | ½ | ½ | 1  | ½  | 1  | 1  | ½  | 1  | ½  | 1  | 1  | 11    | 84.75    |
| 5  | Oleg Romànixin (Unió Soviètica)        | 2560   | 0 | 0 | 1 | 1 | - | ½ | 1 | 0 | ½ | ½  | 1  | 1  | ½  | 1  | ½  | ½  | 1  | ½  | 10½   | 83.00    |
| 6  | Florin Gheorghiu (Romania)             | 2540   | 0 | ½ | 1 | 0 | ½ | - | ½ | 1 | ½ | ½  | ½  | ½  | 1  | 1  | 1  | 1  | 0  | 1  | 10½   | 79.75    |
| 7  | Bent Larsen (Dinamarca)                | 2620   | ½ | 0 | 0 | 1 | 0 | ½ | - | 0 | ½ | 1  | ½  | 1  | ½  | 1  | 1  | 1  | ½  | 1  | 10    |          |
| 8  | Guennadi Kuzmín (Unió Soviètica)       | 2565   | 0 | 0 | ½ | ½ | 1 | 0 | 1 | - | ½ | 1  | ½  | ½  | ½  | ½  | 1  | ½  | 0  | 1  | 9     | 71.00    |
| 9  | Vitali Tseixkovski (Unió Soviètica)    | 2560   | 0 | 1 | 0 | ½ | ½ | ½ | ½ | ½ | - | 0  | 0  | ½  | ½  | 1  | 1  | 1  | 1  | ½  | 9     | 67.50    |
| 10 | Tony Miles (Anglaterra)                | 2560   | 0 | 0 | 0 | 0 | ½ | ½ | 0 | 0 | 1 | -  | ½  | ½  | 1  | 1  | 1  | 1  | 1  | 1  | 9     | 59.25    |
| 11 | James Tarjan (USA)                     | 2525   | 0 | ½ | ½ | ½ | 0 | ½ | ½ | ½ | 1 | ½  | -  | 0  | 1  | 0  | 0  | 1  | ½  | 1  | 8     |          |
| 12 | Yehuda Gruenfeld (Israel)              | 2430   | ½ | 0 | ½ | 0 | 0 | ½ | 0 | ½ | ½ | ½  | 1  | -  | 0  | 0  | 1  | 1  | ½  | 1  | 7½    |          |
| 13 | Ljubomir Ljubojević (Iugoslàvia)       | 2590   | 0 | ½ | 0 | 0 | ½ | 0 | ½ | ½ | ½ | 0  | 0  | 1  | -  | 1  | ½  | ½  | 1  | 0  | 6½    |          |
| 14 | Herman Claudius van Riemsdijk (Brasil) | 2435   | ½ | ½ | 0 | ½ | 0 | 0 | 0 | ½ | 0 | 0  | 1  | 1  | 0  | -  | ½  | ½  | ½  | 0  | 5½    | 46.25    |
| 15 | Slim Bouaziz (Tunísia)                 | 2420   | ½ | 0 | ½ | 0 | ½ | 0 | 0 | 0 | 0 | 0  | 1  | 0  | ½  | ½  | -  | 0  | 1  | 1  | 5½    | 40.75    |
| 16 | Edmar Mednis (USA)                     | 2510   | 0 | ½ | 0 | ½ | ½ | 0 | 0 | ½ | 0 | 0  | 0  | 0  | ½  | ½  | 1  | -  | ½  | 1  | 5½    | 39.00    |
| 17 | Francisco Trois (Brasil)               | 2415   | 0 | 0 | 0 | 0 | 0 | 1 | ½ | 1 | 0 | 0  | ½  | ½  | 0  | ½  | 0  | ½  | -  | ½  | 5     |          |
| 18 | Ruben Rodriguez (Filipines)            | 2370   | 0 | 0 | ½ | 0 | ½ | 0 | 0 | 0 | ½ | 0  | 0  | 0  | 1  | 1  | 0  | 0  | ½  | -  | 4     |          |
L'Interzonal de Riga el va guanyar amb superioritat Tal, qui va acabar-lo sense perdre cap partida, per davant de Polugaevski. Es varen classificar pel torneig de Candidats conjuntament amb Adorján, que va quedar per davant de Ribli en el desempat, després que empatessin a tres en un playoff a Budapest 3-3.
|    |                                    | Rating | 1 | 2 | 3 | 4 | 5 | 6 | 7 | 8 | 9 | 10 | 11 | 12 | 13 | 14 | 15 | 16 | 17 | 18 | Total | Desempat |
| -- | ---------------------------------- | ------ | - | - | - | - | - | - | - | - | - | -- | -- | -- | -- | -- | -- | -- | -- | -- | ----- | -------- |
| 1  | Lajos Portisch (Hongria)           | 2640   | - | ½ | ½ | ½ | 0 | 1 | 1 | 0 | 1 | ½  | ½  | 1  | 1  | 1  | 1  | 1  | 1  | 0  | 11½   | 93.00    |
| 2  | Tigran Petrossian (Unió Soviètica) | 2610   | ½ | - | ½ | ½ | ½ | 1 | ½ | ½ | 1 | ½  | ½  | ½  | 1  | ½  | 1  | 1  | ½  | 1  | 11½   | 92.25    |
| 3  | Robert Hübner (RFA)                | 2595   | ½ | ½ | - | ½ | 1 | ½ | 1 | 1 | ½ | 1  | 0  | ½  | ½  | ½  | ½  | 1  | 1  | 1  | 11½   | 92.00    |
| 4  | Jan Timman (Països Baixos)         | 2625   | ½ | ½ | ½ | - | ½ | ½ | 0 | 1 | 1 | ½  | 1  | 1  | ½  | 1  | ½  | ½  | ½  | 1  | 11    |          |
| 5  | Jaime Sunye Neto (Brasil)          | 2375   | 1 | ½ | 0 | ½ | - | 0 | 1 | 0 | 0 | ½  | 1  | 1  | ½  | 1  | 1  | ½  | ½  | ½  | 9½    | 77.75    |
| 6  | Borislav Ivkov (Iugoslàvia)        | 2525   | 0 | 0 | ½ | ½ | 1 | - | ½ | 1 | ½ | 1  | ½  | ½  | ½  | ½  | ½  | ½  | ½  | 1  | 9½    | 76.00    |
| 7  | Iuri Balaixov (Unió Soviètica)     | 2600   | 0 | ½ | 0 | 1 | 0 | ½ | - | ½ | 1 | ½  | ½  | ½  | ½  | ½  | 1  | ½  | ½  | 1  | 9     | 71.25    |
| 8  | Eugenio Torre (Filipines)          | 2520   | 1 | ½ | 0 | 0 | 1 | 0 | ½ | - | 0 | 0  | ½  | ½  | 1  | ½  | 1  | 1  | 1  | ½  | 9     | 70.00    |
| 9  | Gyula Sax (Hongria)                | 2590   | 0 | 0 | ½ | 0 | 1 | ½ | 0 | 1 | - | ½  | ½  | 1  | 0  | 1  | 0  | 1  | 1  | 1  | 9     | 68.00    |
| 10 | Leonid Xamkóvitx (USA)             | 2495   | ½ | ½ | 0 | ½ | ½ | 0 | ½ | 1 | ½ | -  | 1  | ½  | 1  | 1  | 0  | 0  | ½  | ½  | 8½    | 71.75    |
| 11 | Jan Smejkal (Txecoslovàquia)       | 2560   | ½ | ½ | 1 | 0 | 0 | ½ | ½ | ½ | ½ | 0  | -  | ½  | 1  | 0  | ½  | 1  | 1  | ½  | 8½    | 68.75    |
| 12 | Rafael Vaganian (Unió Soviètica)   | 2570   | 0 | ½ | ½ | 0 | 0 | ½ | ½ | ½ | 0 | ½  | ½  | -  | 0  | 1  | 1  | 1  | ½  | 1  | 8     |          |
| 13 | Guillermo Garcia Gonzales (Cuba)   | 2490   | 0 | 0 | ½ | ½ | ½ | ½ | ½ | 0 | 1 | 0  | 0  | 1  | -  | 1  | 0  | ½  | 1  | ½  | 7½    | 59.50    |
| 14 | Dragoljub Velimirović (Iugoslàvia) | 2515   | 0 | ½ | ½ | 0 | 0 | ½ | ½ | ½ | 0 | 0  | 1  | 0  | 0  | -  | 1  | 1  | 1  | 1  | 7½    | 55.25    |
| 15 | Khosro Harandi (Iran)              | 2410   | 0 | 0 | ½ | ½ | 0 | ½ | 0 | 0 | 1 | 1  | ½  | 0  | 1  | 0  | -  | 0  | ½  | 1  | 6½    |          |
| 16 | Luis Marcos Bronstein (Argentina)  | 2420   | 0 | 0 | 0 | ½ | ½ | ½ | ½ | 0 | 0 | 1  | 0  | 0  | ½  | 0  | 1  | -  | ½  | 1  | 6     |          |
| 17 | Jean Hébert (Canadà)               | 2365   | 0 | ½ | 0 | ½ | ½ | ½ | ½ | 0 | 0 | ½  | 0  | ½  | 0  | 0  | ½  | ½  | -  | 0  | 4½    | 39.75    |
| 18 | Shimon Kagan (Israel)              | 2445   | 1 | 0 | 0 | 0 | ½ | 0 | 0 | ½ | 0 | ½  | ½  | 0  | ½  | 0  | 0  | 0  | 1  | -  | 4½    | 37.50    |
L'interzonal a Rio, Portisch, Petrosian i Hübner varen compartir el primer lloc, i així els tres es varen classificar pel torneig de candidats.
El favorit local Henrique Mecking (amb Elo 2615) va haver de retirar-se després de dues rondes, després d'haver fet taules en les dues primeres partides contra Ivkov i Smejkal. Els seus resultats no varen ser comptats en els totals dels altres jugadors.

## Torneig de candidats 1980-81
Kortxnoi, el perdedor de l'últim matx del campionat, i Spassky, el perdedor dels últims finals de candidats finals, varen accedir directament en el torneig i acompanyats pels tres primers de cadascuna de les dues interzonals.
|                                 | 1st Round                       | 1st Round                       | 1st Round                       |                             |                             | Semifinals                      | Semifinals                      | Semifinals                      |                                 |                                 | Final                            | Final                            | Final                            |                                  |                                  |
|                                 |                                 |                                 |                                 |                             |                             |                                 |                                 |                                 |                                 |                                 |                                  |                                  |                                  |                                  |                                  |
|                                 | Velden, Març 1980               |                                 |                                 |                             |                             |                                 |                                 |                                 |                                 |                                 |                                  |                                  |                                  |                                  |                                  |
|                                 |                                 | Víktor Kortxnoi                 | 5½                              |                             |                             |                                 |                                 |                                 |                                 |                                 |                                  |                                  |                                  |                                  |                                  |
|                                 |                                 | Tigran Petrossian               | 3½                              |                             |                             | Buenos Aires, Juliol–Agost 1980 | Buenos Aires, Juliol–Agost 1980 | Buenos Aires, Juliol–Agost 1980 | Buenos Aires, Juliol–Agost 1980 | Buenos Aires, Juliol–Agost 1980 |                                  |                                  |                                  |                                  |                                  |
|                                 |                                 |                                 |                                 |                             |                             | Víktor Kortxnoi                 | 7½                              |                                 |                                 |                                 |                                  |                                  |                                  |                                  |                                  |
| Alma Ata, Març–Abril 1980       | Alma Ata, Març–Abril 1980       | Alma Ata, Març–Abril 1980       | Alma Ata, Març–Abril 1980       |                             |                             | Lev Polugaievski                | 6½                              |                                 |                                 |                                 |                                  |                                  |                                  |                                  |                                  |
|                                 |                                 | Lev Polugaievski                | 5½                              |                             |                             |                                 |                                 |                                 |                                 |                                 |                                  |                                  |                                  |                                  |                                  |
|                                 |                                 | Mikhail Tal                     | 2½                              |                             |                             |                                 |                                 |                                 |                                 |                                 | Merano, Desembre 1980–Gener 1981 | Merano, Desembre 1980–Gener 1981 | Merano, Desembre 1980–Gener 1981 | Merano, Desembre 1980–Gener 1981 | Merano, Desembre 1980–Gener 1981 |
|                                 |                                 |                                 |                                 |                             |                             |                                 |                                 |                                 |                                 |                                 |                                  | Víktor Kortxnoi                  | 4½                               |                                  |                                  |
|                                 | Mexico City, Març–Maig 1980     | Mexico City, Març–Maig 1980     | Mexico City, Març–Maig 1980     | Mexico City, Març–Maig 1980 | Mexico City, Març–Maig 1980 |                                 |                                 |                                 |                                 |                                 |                                  | Robert Hübner (forfeit)          | 3½                               |                                  |                                  |
|                                 |                                 | Lajos Portisch                  | 7                               |                             |                             |                                 |                                 |                                 |                                 |                                 |                                  |                                  |                                  |                                  |                                  |
|                                 |                                 | Borís Spasski                   | 7                               |                             |                             | Abano Terme, Agost 1980         | Abano Terme, Agost 1980         | Abano Terme, Agost 1980         | Abano Terme, Agost 1980         | Abano Terme, Agost 1980         |                                  |                                  |                                  |                                  |                                  |
|                                 |                                 |                                 |                                 |                             |                             | Lajos Portisch                  | 4½                              |                                 |                                 |                                 |                                  |                                  |                                  |                                  |                                  |
| Bad Lauterberg, Març–Abril 1980 | Bad Lauterberg, Març–Abril 1980 | Bad Lauterberg, Març–Abril 1980 | Bad Lauterberg, Març–Abril 1980 |                             |                             | Robert Hübner                   | 6½                              |                                 |                                 |                                 |                                  |                                  |                                  |                                  |                                  |
|                                 |                                 | András Adorján                  | 4½                              |                             |                             |                                 |                                 |                                 |                                 |                                 |                                  |                                  |                                  |                                  |                                  |
|                                 |                                 | Robert Hübner                   | 5½                              |                             |                             |                                 |                                 |                                 |                                 |                                 |                                  |                                  |                                  |                                  |                                  |

Com que els quarts de final entre Portisch i Spassky van acabar en empat després de 14 partides, Portisch va ser declarat guanyador per haver guanyat més partides amb negres.
Hübner va renunciar el matx final amb dues partides sense acabar, deixant en mans de Kortxnoi enfrontar-se a Kàrpov en un tercer matx consecutiu pel campionat.

## Matx del campionat de 1981
El primer jugador a guanyar sis partides seria el campió.
|                                 | 1 | 2 | 3 | 4 | 5 | 6 | 7 | 8 | 9 | 10 | 11 | 12 | 13 | 14 | 15 | 16 | 17 | 18 | Victòries | Total |
| ------------------------------- | - | - | - | - | - | - | - | - | - | -- | -- | -- | -- | -- | -- | -- | -- | -- | --------- | ----- |
| Anatoli Kàrpov (Unió Soviètica) | 1 | 1 | = | 1 | = | 0 | = | = | 1 | =  | =  | =  | 0  | 1  | =  | =  | =  | 1  | 6         | 11    |
| Víktor Kortxnoi (Suïssa)        | 0 | 0 | = | 0 | = | 1 | = | = | 0 | =  | =  | =  | 1  | 0  | =  | =  | =  | 0  | 2         | 7     |

Karpov va guanyar. Aquesta victòria per 6–2 ha estat batejada com "La Massacre de Merano".